# 沃拉娜特·旺萨莞
沃拉娜特·旺萨莞 （羅馬化：Woranuch Wongsawan，1980年9月24日—），婚后从夫姓披荣帕迪（羅馬化：Phiromphakdi），昵称Noon、Nune，有“泰国第一美女”、“泰國金喜善”之誉的泰國女演員、模特、主持人兼企业家，也被大陆媒体称为月亮姐姐。代表作有《嫉妒的密码2007》、《尖峰》、《人的价值》、《赤金》、《红尘伊莎》、《迟来的忏悔》、《毒爱》、《爱情复仇游戏》、《邮箱传递爱》、《逗爱藩篱》、《马兜铃2021》等。

## 个人生活
2010年5月14日，沃拉娜特与胜狮啤酒继承人皮缇·披荣帕迪（Todd）举行婚礼。

### 副业
- 戏剧艺术学院（"โรงเรียนนาฏก"）[2]
- 酒吧（共有6间分店）[3]
- 酒吧[4]
- （位于泰国叻拋路）[5]
- （社交网络生意，售卖巴拿马帽）[6]
- （流动厕所）[7]
- （与泰国艺人索芘娜帕·崇帕尼合作的婚纱系列）[8]
- 面馆，位于Future Park Rangsit百货公司B楼[9]
- （化妆品牌）[10]
- 面馆[11]
- 餐厅[12]
- 膳食补充剂[13]

## 影视作品

### 电影
- 2005年：《午夜之爱》 饰演 Naul
- 2007年：《人头鼓》 饰演 Thip

### 电视剧
| 年份   | 剧名                     | 角色                                               | 播放平台      | 备注 |
| ------ | ------------------------ | -------------------------------------------------- | ------------- | ---- |
| 1997年 | 《邮箱传递爱》           |                                                    | 泰国第7电视台 |      |
| 1997年 | 《Porp Pee Fah 1997》    | Marnmai / Nonmai                                   | 泰国第7电视台 | 主角 |
| 1998年 | 《国王岛》               | Sani                                               | 泰国第7电视台 | 主角 |
| 1998年 | 《伊莎》                 | Sopha Panwadee                                     | 泰国第7电视台 | 配角 |
| 2000年 | 《城之源2000》           | Ming La                                            | 泰国第7电视台 | 主角 |
| 2000年 | 《凯恩》                 | Saiparn / Saiban                                   | 泰国第7电视台 | 主角 |
| 2001年 | 《迷你少女2001》         | Nat                                                | 泰国第7电视台 | 主角 |
| 2002年 | 《盗帅》                 | Manee                                              | 泰国第7电视台 | 主角 |
| 2003年 | 《曼谷之恋》             | Nannapat                                           | 泰国第7电视台 | 主角 |
| 2004年 | 《迟来的忏悔》           | Downel                                             | 泰国第7电视台 | 主角 |
| 2004年 | 《星空中的歌》           | Mai Keaw                                           | 泰国第7电视台 | 主角 |
| 2004年 | 《情迷幽灵》             | Dao                                                | 泰国第7电视台 | 主角 |
| 2005年 | 《百花屋》               | Pattalee                                           | 泰国第7电视台 | 主角 |
| 2005年 | 《清澈碧蓝的星星》       | Meethana                                           | 泰国第7电视台 | 主角 |
| 2006年 | 《阚林，是我》           | Wing Kaew                                          | 泰国第7电视台 | 主角 |
| 2006年 | 《爱的力量》             | Paranee                                            | 泰国第7电视台 | 主角 |
| 2006年 | 《命中注定》             | Pitaporn                                           | 泰国第7电视台 | 主角 |
| 2007年 | 《嫉妒的密码2007》       | Palai                                              | 泰国第7电视台 | 主角 |
| 2007年 | 《鹰与蛇》               | Wajun / 娜迦                                       | 泰国第7电视台 | 主角 |
| 2007年 | 《放逐天际的女子》       | Ornurin                                            | 泰国第7电视台 | 主角 |
| 2008年 | 《尖峰》                 | Anchan Ratchasri                                   | 泰国第7电视台 | 主角 |
| 2008年 | 《爱的香颂》             | Dao La Ong                                         | 泰国第7电视台 | 主角 |
| 2008年 | 《镇守爱情》             | Eaum Dao                                           | 泰国第7电视台 | 主角 |
| 2009年 | 《伊人小姐》             | 阿努珑（Unalome Rangsee） / 欧尼（Ornalom Issara） | 泰国第7电视台 | 主角 |
| 2009年 | 《尖峰2：王者之役》      | Anchan Ratchasri / Piang Fah                       | 泰国第7电视台 | 主角 |
| 2009年 | 《云上的玫瑰》           | Oranuch                                            | 泰国第7电视台 | 主角 |
| 2010年 | 《心影》                 | Antisa                                             | 泰国第7电视台 | 主角 |
| 2011年 | 《人的价值》             | 洛佳玲（Gluay）                                    | 泰国第7电视台 | 主角 |
| 2011年 | 《单身期限》             | Fah                                                | 泰国第7电视台 | 主角 |
| 2013年 | 《赤金》                 | Lamyuang                                           | 泰国第3电视台 | 主角 |
| 2016年 | 《毒愛》                 | Ubon / Sarochinee                                  | One 31        | 主角 |
| 2016年 | 《天之驕子第一部之天涯》 | Chofah                                             | True4U        | 主角 |
| 2017年 | 《赤焰燃情》             | Yada Methasit                                      | 泰国第3电视台 | 主角 |
| 2018年 | 《逗爱藩篱》             | Jenjira（June）                                    | One 31        | 主角 |
| 2019年 | 《爱情复仇游戏》         | Arisa                                              | GMM 25        | 主角 |
| 2020年 | 《恋恋主播情》           | Nicha                                              | PPTV HD       | 主角 |
| 2021年 | 《马兜铃2021》           | Namping                                            | One 31        | 主角 |
| 2022年 | 《芒刺在心2022》         | Yaowayod                                           | 泰国第7电视台 | 主角 |
| 2023年 | 《寂寞雙人行》           | Meena Srinakkharin                                 | GMM 25        | 主角 |
| 2024年 | 《千萬別回家》           | Varee                                              | Netflix       | 主角 |